# Izabella Scorupco
Izabella Scorupco (nascuda Izabela Dorota Skorupko; 4 de juny de 1970) és una actriu, cantant i model polonesa-sueca. És més coneguda per haver interpretat a una noia Bond, Natalya Simonova, a la pel·lícula de James Bond de 1995 GoldenEye. També és coneguda per la seva versió de la cançó de Shirley & Company "Shame, Shame, Shame", que es va publicar el 1992 i es va convertir en un èxit europeu.

## Vida
Scorupco va néixer a Białystok, Polònia, el 1970, essent fill de Lech, un músic, i Magdalena Skorupko, una metgessa. Quan tenia un any, els seus pares es van separar i ella es va quedar amb la seva mare. El 1978 es van traslladar a Bredäng a Estocolm, Suècia, on Scorupco va aprendre a parlar suec, anglès i francès.
El 25 de desembre de 1996, Scorupco es va casar amb el jugador polonès d'hoquei sobre gel Mariusz Czerkawski. Van tenir una filla junts, Julia (nascuda el 16 de setembre de 1997). Es van divorciar el 1998.
El 30 de gener de 2003, Scorupco es va casar amb un nord-americà, Jeffrey Raymond; tenen un fill, Jakob (nascut el 24 de juliol de 2003). Es van divorciar el 2015. Ara viu a Los Angeles i Nova York. Des del 2017, Scorupco ha mantingut una relació amb Karl Rosengren. Es van casar el 6 d'octubre de 2019. El 2014, Scorupco es va convertir en ciutadana nord-americana.